# Ricco (film)
Pour plus de détails, voir Fiche technique et Distribution.
Ricco (Un tipo con una faccia strana ti cerca per ucciderti) est un poliziottesco hispano-italien réalisé par Tulio Demicheli et sorti en 1973.
Le film est connu pour ses nombreuses scènes de violence, dont une séquence sanglante montrant une castration. Pour cette raison, le film est le plus souvent disponible dans sa version censurée.

## Synopsis
Gaspare Aversi, un homme vieillissant qui a gagné sa vie dans de sombres affaires, est tué par Don Vito, qui agit pour le compte de la mafia. Son fils Rico se retrouve en prison en tentant de le venger. Libéré au bout de deux ans, il se lance à la poursuite de Cirano, l'ancien compagnon de son père, qui travaille désormais pour Don Vito. Avec l'aide de la belle Scilla, il parvient à s'emparer de 500 millions et de plusieurs diamants, le produit d'une transaction entre le chef de la mafia et un Marseillais. Il doit maintenant non seulement échapper à la vengeance du Marseillais et des tueurs que Don Vito lui a envoyés, mais il doit aussi se débarrasser de Cirano, qui revendique le butin pour lui-même. La famille de Rico est assassinée par les gangsters avant qu'il ne gagne lui-même un duel avec le patron, mais au prix de sa vie.

## Fiche technique
- Titre original : Un tipo con una faccia strana ti cerca per ucciderti[2]
- Titre français : Ricco ou Règlement de comptes[3]
- Réalisateur : Tulio Demicheli
- Scénario : Santiago Moncada, Mario Di Nardo, Josè Guitierrez Maesso
- Photographie : Francisco Fraile
- Montage : Ángel Serrano
- Musique : Nando De Luca (it)
- Décors : Lidia Soprani
- Production :	Josè Guitierrez Maesso
- Société de production : Tecisa Film (Madrid), BRC Produzione (Rome)
- Pays de production :  Espagne •  Italie[3]
- Langue de tournage : italien
- Format : Couleur par Eastmancolor - Son mono - 35 mm
- Durée : 83 minutes (1h23)
- Genre : Poliziottesco
- Dates de sortie :
  - Italie : 27 août 1973
  - Espagne : 26 août 1974 (Madrid)
  - France : 25 août 1976 (Alsace)[3]

## Distribution
- Christopher Mitchum : Rico Aversi
- Barbara Bouchet : Scilla
- Arthur Kennedy : Don Vito
- Malisa Longo : Rosa
- Eduardo Fajardo : Cirano
- José María Caffarel : Le Marseillais
- Manuel Zarzo : Tony
- Ángel Álvarez : Calogero
- Paola Senatore : Concetta
- Luis Induni : Gaspare Aversi, le père de Rico
- Tomás Blanco : Le Commissaire
- Victor Israel (en) : Cicala
- Josè Canalejas : l'assassin de Don Vito
- Luigi Antonio Guerra : le mari de Concetta
- Rina Franchetti : la mère de Rico.
- Goyo Lebrero
- Antonio Mayans : le barman de la boîte de nuit
- Lorenzo Robledo : Peppe
- Domenico Maggio
- Andrea Scotti : un policier
- Carla Mancini